# NVIDIA Maxine
NVIDIA Maxine是NVIDIA旗下的軟體開發套件，于2020年10月推出，使用深度学习来提高分辨率，降低背景噪音，视频压缩，人脸对齐，实时翻译等。

## 结构
NVIDIA Maxine包含NVIDIA Video Effects SDK（视频效果），NVIDIA增强现实SDK，NVIDIA Audio Effects SDK(音频效果)。
NVIDIA Video Effects SDK可以通过人工智慧提高视频质量，包括提高分辨率、减少伪影和消除缺陷等。
视频降噪功能可以消除视频中低照度相机噪點。
增强现实用标准摄像头达到实时3D人脸追踪。
开发者通过NVIDIA Maxine中的预训练模型来增强构建的程序。

## 应用领域
应用的领域包括视频会议、内容创作和流式传输提供商等，可部署到PC、数据中心、云端。